# Халтмаагийн Баттуул
Халтмаагийн Баттуул (монг. Халтмаагийн Баттуул; род. 28 сентября 1965) — монгольский борец вольного стиля, заслуженный мастер спорта,

## Спортивные результаты
- Победитель турнира по вольной борьбе на Играх Доброй воли 1990 года;
- Серебряный призёр Кубка мира 1987 года.

## Семья
Младший брат президента Монголии Халтмаагийн Баттулга.